# Héloïse Mas
Pour les articles homonymes, voir Mas.
Héloïse Mas, née en 1988 à Besançon (France), est une artiste lyrique mezzo-soprano française.

## Biographie
Héloïse Mas étudie le piano puis l'orgue avant d'intégrer, en 2010, le Conservatoire national supérieur de musique et de danse de Lyon dans la classe d'Isabelle Germain et Fabrice Boulanger et y obtient son master en chant en 2015.
Elle fait ses débuts à l’Opéra national de Lyon en 2013, et participe à l’enregistrement de l’album de Joyce DiDonato, Stella di Napoli.  Choisie par l’Adami comme “Révélations Talents Classiques 2014”, elle participe au festival Pablo Casals de Prades, et fait partie du concert des Révélations aux Chorégies d’Orange en 2015. Elle fait ses débuts londoniens la même année lors du Concert pour le Jour de l’Europe, à St John’s Smith Square.
Elle présente son programme au concours musical Reine Élisabeth, le 11 mai 2018 au palais des Beaux-Arts de Bruxelles (Bozar).

## Récompenses et distinctions
- Concours International de chant de Marmande[4] de 2013 : Premier Prix "Voix de Femme" dans la catégorie Opéra, ainsi que le prix de l’O.F.Q.J. pour le “Meilleur Interprète Français” catégorie Opéra.
- En 2014, elle est Révélation Classique de l’ADAMI.
- Concours musical international Reine Élisabeth 2018[5],[6] : 5° lauréate, prix de la Région de Bruxelles-Capitale.